# پل (فیلم مستند ۲۰۰۶)
پُل «the bridge» یک فیلم مستند انگلیسی-آمریکایی است که به سال ۲۰۰۶ و توسط اریک استیل ساخته شد. این فیلم مستند، دقیقاً یک سال (۳۶۵ روز سال ۲۰۰۴) از حوادث پل گلدن گیت که از گلدن گیت می‌گذرد و با ورود به خلیج سانفرانسیسکو، دو شهر سان فرانسیسکو و شهرستان مارین واقع در کالیفرنیا را به هم وصل می‌کند، به تصویر کشیده است. در این فیلم شماری از خودکشیهای صورت گرفته از فراز این پل به روش پرش از ارتفاع و مصاحبه‌هایی که با برخی از خودکشها یا دوستان و خانواده‌های آن‌ها صورت گرفته را شاهد هستیم.
مقاله‌ای به سال ۲۰۰۳ با نام «پرش‌کنندگان» که توسط تاد فرند برای نیویورکر نوشته شده بود، الهام‌بخش این فیلم بوده‌است. برای این مستند نزدیک به ۱۰٬۰۰۰ ساعت از پل گلدن گیت تصویر برداری شد که ۲۳ تا از ۲۴ خودکشی ثبت شده سال ۲۰۰۴ از فراز این پل در آن ضبط شده‌است.
از ۲۴ خودکشی انجام گرفته روی این پل جسد ۳ تن از آنان هیچ وقت پیدا نشد.

## انتشار
مستند پل در گیشه‌ها به خوبی فروش کرد. در حالی که بودجه آن نزدیک به ۲۵٬۰۰۰ دلار تخمین زده شد، این فیلم در ایالات متحده ۱۷۸٬۷۸۰ دلار و در دیگر نقاط دنیا ۲۵٬۹۴۴ دلار فروش کرد و فروش کلی آن ۲۰۵٬۷۲۴ دلار بود.

## شبکه خانگی
دی‌وی‌دی این مستند توسط «کاچ لوربر فیلمز» به تاریخ ۱۲ ژوئن ۲۰۰۷ به بازار آمد.

## صداگذاری
صداگذاری پل توسط الکس هیفس بریتانیایی با نام سایه پل صورت گرفت.